# باركر واتكينز هاردين
باركر واتكينز هاردين (بالإنجليزية: Parker Watkins Hardin)‏ هو محامي أمريكي، ولد في 3 يونيو 1841 في مقاطعة أدير في الولايات المتحدة، وتوفي في 25 يوليو 1920 في ريتشموند في الولايات المتحدة بسبب ذات الرئة.